# Малое Беляково
Ма́лое Беляко́во (бел. Мало́е Беляко́ва) — деревня в составе Демидовичского сельсовета Дзержинского района Минской области Беларуси. Деревня расположена в 20  километрах от Дзержинска, 24 километрах от Минска и 22 километрах от железнодорожной станции Фаниполь.

## История
Известна с начала XVIII века, как деревня в Минском повете Минском воеводстве Великого княжества Литовского. После второго раздела Речи Посполитой, в 1793 году — в составе Российской империи. В 1800 году в Малом Белякове насчитывается 8 дворов, 34 жителя, владение князя Д. Радзивилла. Во 2-й половине XIX века — начале XX века деревня в составе Старосельской волости Минской губернии. В 1897 году, по данным переписи, в деревне насчитывалось 16 дворов, 90 жителей. В 1917 году в деревне насчитывается 19 дворов, проживают 103 жителя.
С 20 августа 1924 года деревня в составе 2-го Нарейковского сельсовета (с 18 декабря 1925 года — Нарейковский, с 25 июня 1931 года — польского национального сельсовета) Койдановского района Минского округа, с 23 марта 1932 года в составе Сталинского сельсовета (до 14 мая 1936 года — польском национальном с/с), с 29 июня 1932 года Койдановский район стал именоваться Дзержинским. 31 июля 1937 года Дзержинский польский национальный район был упразднён, территория сельсовета передана в состав Заславского района. С 20 февраля 1938 года деревня в составе Минской области, с 4 февраля 1939 года в составе восстановленного Дзержинского района. В 1926 году, по данным первой всесоюзной переписи в Белякове Малом — 21 двор, 93 жителя. В годы коллективизации был организован колхоз.
В годы Великой Отечественной войны была оккупирована немецко-фашистскими захватчиками с 28 июня 1941 по 6 июля 1944 года. С 8 апреля 1957 года находится в составе Демидовичского сельсовета. В 1960 году в Малом Белякове проживали 54 жителя, входила в состав колхоза им. Фрунзе. В 1991 году насчитывается 7 хозяйств, 10 жителей. По состоянию на 2009 год в составе УП «Фрунзе», насчитывается 5 хозяйства, 9 жителей.

## Население
| Численность населения (по годам) | Численность населения (по годам) | Численность населения (по годам) | Численность населения (по годам) | Численность населения (по годам) | Численность населения (по годам) | Численность населения (по годам) |
| 1800                             | 1897                             | 1917                             | 1960                             | 1991                             | 1997                             | 1999                             |
| -------------------------------- | -------------------------------- | -------------------------------- | -------------------------------- | -------------------------------- | -------------------------------- | -------------------------------- |
| 34                               | ↗ 90                             | ↗ 103                            | ↘ 93                             | ↘ 54                             | ↘ 10                             | ↘ 9                              |
| 2004                             | 2009                             | 2017                             | 2018                             | 2020                             | 2022                             |                                  |
| ↘ 6                              | ↗ 9                              | ↘ 5                              | → 5                              | → 5                              | ↗ 6                              |                                  |